# Незгода (герб)
Незгода (пол. Niezgoda) — польский дворянский герб.

## Описание
В голубом поле подкова, обращённая шипами к подошве щита; под ней стрела, летящая вниз, а на подкову посередине положен меч рукоятью вправо, острием влево. Нашлемник из павлиньих перьев. Ср: Доленга.

## Герб используют
Baranowski, Bogdanowicz, Bohdanowicz, Boniszko, Bugwicz, Bujewicz, Butwiłło, Butwiło, Doborski, Gorsek, Grochocki, Haysiewicz, Jossek, Kajsiewicz, Kłonicki, Kołomycki, Kołomyski, Lewandowski, Lętowski, Marynowski, Minkowski, Naganowski, Niezgoda, Nitowść, Nutowć, Nutowiec, Oranowski, Paustowski, Pawstowski, Prażnicki, Radoszewski, Radzeszowski, Radziszowski, Smardzewski, Strzetelski, Tracewski, Uderski, Wyżlaciński, Wyżlatyński, Zaszczyński, Zdramowicz